# 단간론파
《단간론파》(일본어: ダンガンロンパ)는 스파이크 춘소프트가 개발하고 발매하는 비디오 게임 시리즈이다. 통칭으로 단론(일본어: ダンロン)이라고 부른다. 제일 처음 2010년 발매되었으며, 장르는 추리, 미스터리이다.

## 비디오 게임 시리즈

### 본편
- 단간론파 희망의 학교와 절망의 고교생 (2010, PS4, PSP, PS 비타, PC)
- 슈퍼 단간론파 2: 안녕히 절망학원 (2012, PS4, PSP, PS 비타, PC)
- 뉴 단간론파 V3: 모두의 살인 신학기 (2017, PS4, PSP, PS, 비타, PC)

### 스핀오프

#### 모바일
- 단간론파 모노쿠마의 역습 (2012, 안드로이드, iOS)
- 얼터에고 for 단간론파 (2012, 안드로이드, iOS)
- 단간론파 희망의 학교와 절망의 고교생 (2012, 안드로이드, iOS)
- 단간론파 -Unlimited Battle- (2015, 안드로이드, iOS)
- 단간론파 희망의 학교와 절망의 고교생 Anniversary Edition (2020)

#### 콘솔
- 절대절망소녀 단간론파 Another Episode (2014, PS4, PS 비타, PC)
- 사이버 단간론파 VR: 학급재판 (2016, PS VR)
- 키리기리쿠사 (2016, PC)

### 합본
- 단간론파 1·2 Reload (2017, PS4, PS 비타)
- 단간론파 트릴로지 (2019, PS4)

## 소설
- 단간론파/제로

## 애니메이션
- 단간론파 희망의 학교와 절망의 고교생 (애니메이션)
- 단간론파 3 -The End of 키보가미네 학원-
- 슈퍼 단간론파 2.5 코마에다 나기토와 세계의 파괴자